# Carolo-Alexandrinum (Jena)
Das Carolo-Alexandrinum war von 1876 bis 1946 ein Gymnasium in Jena.

## Geschichte
Das Gymnasium war gemeinsam mit der Stadtsparkasse in einem Zweckgebäude am Teichgraben 10 (später Schillerstraße 3) untergebracht und erhielt 1880 den Namen des Großherzogs Carl Alexander, dem damaligen Landesherrn und Förderer der Schule. Wegen der großen Nachfrage an Schülern zog die Sparkasse bereits 1884 wieder aus. Weil die benachbarte Firma Carl Zeiss den Platz benötigte, zog das Gymnasium Ende 1914 in die Lessingstraße 1 am Steiger um, wo das neue Gebäude zu Beginn 1915 eingeweiht wurde. Zur Fünfzigjahrfeier 1926 wurde ein Kriegerdenkmal für die gefallenen Lehrer und Schüler vor dem Gebäude aufgestellt, das sich heute im Frommannschen Garten (Fürstengraben) befindet.
Bei einem Luftangriff auf die Stadt wurde 1945 das Gebäude beschädigt. Das Gymnasium wurde durch die Schulreform 1946 aufgehoben und es zogen zunächst eine Kaufmännische und Wirtschaftsschule ein, bevor es von der Urologie der Universitätsklinik übernommen wurde.

## Bekannte Lehrer (Auswahl)
- Otto Dobenecker (1859–1938), ab 1886 (Ober-)Lehrer, 1909–1924 Direktor
- Fritz Koerner, ab 1927
- Karl Kolesch (1860–1921), 1890–1921 Lehrer (Tod)
- Carl Theil (1886–1945), 1924–1933 Lehrer (Berufsverbot)

## Bekannte Schüler (Auswahl)
- Alexander Böhm (1929–2006), Rechtswissenschaftler
- Rudolf Carnap (1891–1970), Philosoph, Abitur 1910
- Walter Eucken (1891–1950), Ökonom, Abitur 1909
- Heinrich Gelzer (1883–1945), Romanist
- Ernst Giese (1865–1956), Gerichtsmediziner, Abitur 1884
- Herbert Koch (1886–1982), Pädagoge, Romanist und Lokalhistoriker, 1895–1905
- Gotthard Neumann (1902–1972), Prähistoriker
- Fritz Oberdörffer (1895–1979), emigrierter Musikwissenschaftler
- Erich Schott (1891–1989), Unternehmer, Abitur 1910
- Roland Steinacker (1870–1962), Theologieprofessor und Publizist